# Catna

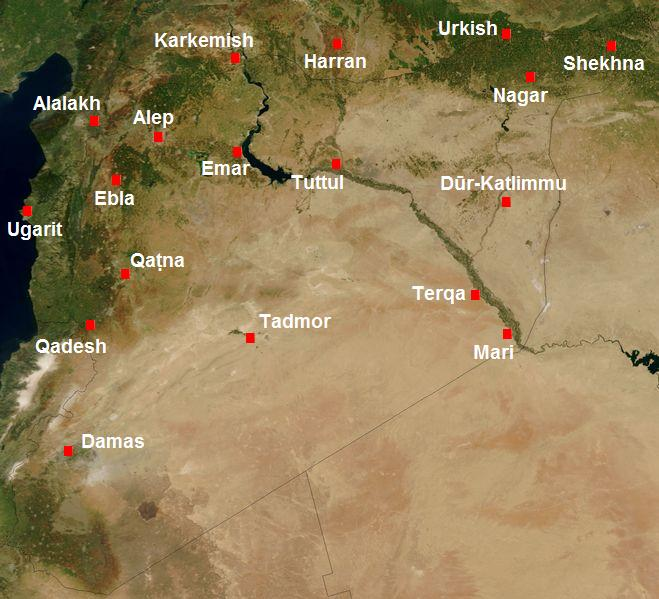
Mapa dos principais sítios arqueológicos da Idade do Bronze na Síria

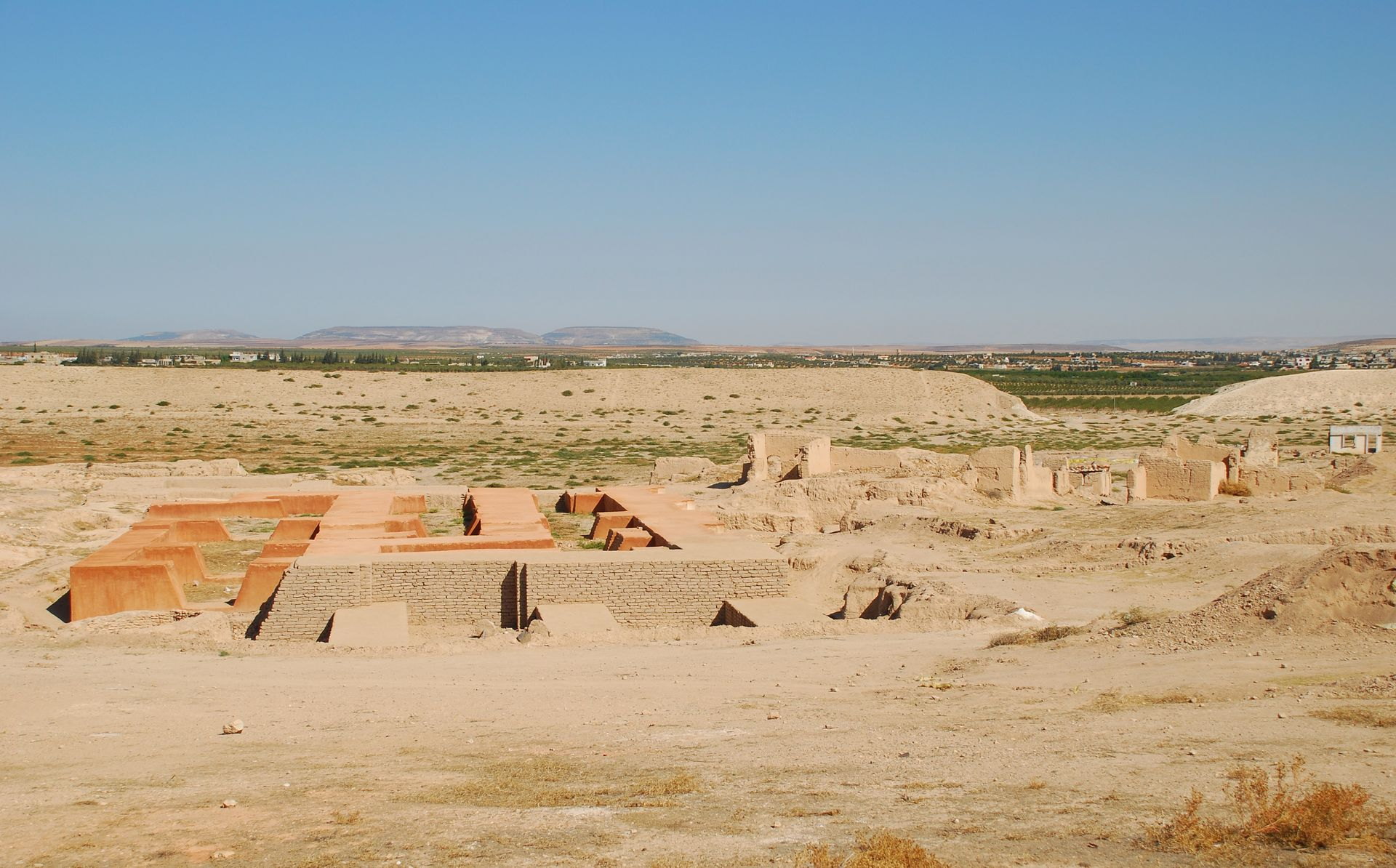
"Palácio Pequeno" de Catna

Catna (em árabe: قطنا; romaniz.: Qatna) ou Catanum (Qatanum), atualmente conhecido localmente como Tel Misrife (Tell el-Mishrife) (المشرفة) é um sítio arqueológico no Uádi Assuade (Wadi il-Aswad), afluente do rio Orontes, junto à localidade de Al-Mishirfeh, 18 km a nordeste de Homs, Síria.
Consiste num tel que ocupa um quilómetro quadrado, o que faz de Catna uma das maiores cidades da Idade do Bronze na Síria ocidental. O outeiro situa-se na orla do planaltode calcário do deserto da Síria, junto à planície fértil de Homs.

## História
Os primeiros achados arqueológicos em Catna datam do período entre meados e final do terceiro milénio a.C., embora este período não esteja bem representado. O achado de uma esfinge da XII dinastia egípcia pertencente à princesa Ita, filha de Amenemés II (r. 1929–1895 a.C.), atesta a influência egípcia desde muito cedo, apesar de não ser claro quando é que a esfinge chegou a Catna (a esfinge foi encontrada em escombros do palácio da Idade do Bronze Tardia.
O primeiro rei de Catna cujo nome é conhecido através dos arquivos de Mari foi Isi-Adu ou Isiadade (ou Hadade ou "Adade é a minha ajuda") um amurrita ou amorita que era confederado com Sansiadade I da Alta Mesopotâmia. Foi sucedido pelo seu filho Amutepiel, que antes foi governador de Nazala como príncipe da coroa. Isto ocorreu no tempo de Hamurabi da Babilónia (r. 1792–1750 a.C.) Beltum, a irmã de Amutepiel, era casada com Iasma-Adu de Mari. Os contratos entre Mari e Catna apresentam-na como a principal esposa de Iasma-Adu. A sua mãe pode ter sido Lamassi-Assur, de Assur ou de Ecalatum. Zinrilim de Mari era casado com outra princesa de Catna, Damurasim. No seu apogeu, o território de Catna estendia-se desde Palmira a leste, onde fazia fronteira com Mari, até Amurru a oeste. Depois da destruição de Mari por Hamurabi, as fontes escritas escasseiam. Iamade (cuja capital era a atual Alepo) passou a ser o vizinho mais poderoso de Catna e durante o reinado de Iarinlim III (3º quartel so século XVII a.C.) Catna foi temporariamente dominada por Alepo.
Quando o Império de Mitani se desenvolveu na Alta Mesopotâmia, Catna foi nele incorporada, mas situava-se em território disputado entre Mitani e o Egito. As inscrições no chamado Templo de Nin-Egal (parte do palácio real, sala C) atestam que havia gente de Mitani que residia em Catna. As campanhas na Síria dos faraós Amenófis I (r. 1526–1506 a.C.) e do seu sucessor Tutemés I (r. 1506–1493 a.C.) podem ter chegado a Catna, mas não há provas conclusivas disso. No 7º pilone do Recinto de Amon-Rá em Carnaque, Tutemés III (r. 1479–1425 a.C.) diz que esteve na terra de Catna no 33º ano do seu reinado.[carece de fontes?] Amenófis II (r. 1427–1401 a.C.) foi atacado pela hoste de Catna quando atravessava o rio Orontes, mas logrou sair vitorioso do confronto; os registos mencionam que o butim obtido pelo faraó incluía o equipamento de um condutor de biga de Mitani.[carece de fontes?] Catna é também referida em listas topográficas egípcias até ao tempo de Ramessés III (1 180 a.C.). Tábuas com escrita cuneiforme descobertas no palácio real de Catna mencionam um rei desconhecido Idanda que reinou c. 1 400 a.C.
Durante a campanha na Síria do rei hitita Supiluliuma I (r. 1380–1340 a.C.), o príncipe Aquizi de Catna pediu ajuda ao faraó Aquenáton, mas como este estava muito dedicado às suas reformas religiosas, Catan foi uma das várias cidades-estado sírias tomadas e saqueadas pelos hititas, que deportaram os seus habitantes para o Império Hitita. Durante o mesmo período, as Cartas de Amarna incluem cinco cartas de Aquizi para Aquenáton. Textos de Emar descrevem como Catna foi atacada por tribos aramaicas na Idade do Bronze Tardia, pelo que a cidade ainda devia existir nessa altura.
O tel foi também habitado no período neobabilónico (séculos VI e VII a.C.), tendo sido escavado um bit hilani desse tempo, mas a cidade continuou insignificante, pois a vizinha Emesa (atual Homs) tomou o seu lugar nas rotas comerciais.

### Geografia histórica e comércio
No segundo milénio a.C., as rotas comerciais desenvolveram-se, ligando a Mesopotâmia com Chipre, Creta e Egito. Catna situava-se perto do fim da rota que ligava o Mediterrâneo com o Médio Eufrates (onde se situava, por exemplo, Mari) passando por Tadmor (Palmira). Outra rota começava em Alepo (Halabe), deixava o Eufrates em Emar e passava por Catna e Hazor em direção ao Egito. O vale de Homs constituía uma ligação com o Mediterrâneo perto dos portos de Biblos e Trípoli, estendendo-se entre o Líbano e os montes Ansari.
Catna é mencionada no comércio de estanho, que ia de Mari para o Mediterrâneo via Catna, enquanto que o cobre do Chipre era transportado no sentido contrário. Os textos de Mari mencionam ainda tecidos, um certo tipo de arcos, joias, madeiras, vinho e bigas de duas rodas como mercadorias que chegavam a Mari passando por Catna, sendo parte delas destinadas à Babilónia. Estudos científicos recentes concluíram que uma vasilha com uma cabeça de leão esculpida de cerca de 1 340 a.C. encontrada em Catna foi feita com âmbar importado da região do mar Báltico. O mesmo tipo de âmbar foi descoberto em sítios arqueológicos micénicos do mesmo período.

## Escavações
Campanhas de escavação
Tel Misrife foi escavado em 1924–1927 e em 1929 por Robert du Mesnil du Buisson, quando a Síria era um protetorado francês. Nesses trabalhos foram postas a descoberto algumas partes do palácio real da Idade do bronze, três portas e túmulos na encosta (chamada Falaise; "penhasco" em francês) entre a parte baixa e a parte alta da cidade.
A Direção Geral de Antiguidades Sírias (Direction Générale des Antiquités) levou a cabo escavações na "Colina Central" e nas portas. Em 1999 as escavações foram retomadas pela Direção Geral de Antiguidades e Museus de Damasco, a  Universidade de Údine e a Universidade de Tubinga. Em 2002 foram descobertos os túmulos reais e tábuas com escrita cuneiforme.
Achados
As ruínas do palácio continham cerâmica importada do Chipre datada da Idade do Bronze Média. Nas escavações mais recentes foram descobertas cerâmicas dos períodos Sírio Antigo (2000–1550 a.C.) e Sírio Médio (1550–1200 a.C.) Em 2002 foi encontrada uma estátua de basalto sem cabeça num fosso com escombros da Idade do Bronze Tardia I (1600–1400 a.C.) A estátua enverga o típico "casaco sírio" com bordos grossos que geralmente se identifica com um sinal de realeza e pode por isso representar um rei de Catna cujo nome ainda se desconhece.
Num corredor subterrâneo debaixo do "Pátio do Trono", foram descobertas 62 tábuas com escrita cuneiforme em 2002. Estavam cobertas pelos restos queimados de várias vigas de telhado, pelo que podem ter sido escondidas durante a invasão hitita do século XIV a.C. Os textos provavelmente pertenciam ao arquivo do rei Idanda e contêm relatórios de espionagem e textos domésticos e administrativos, escritos numa mistura de línguas acádia e hurrita até então desconhecidas.
Ruínas visíveis

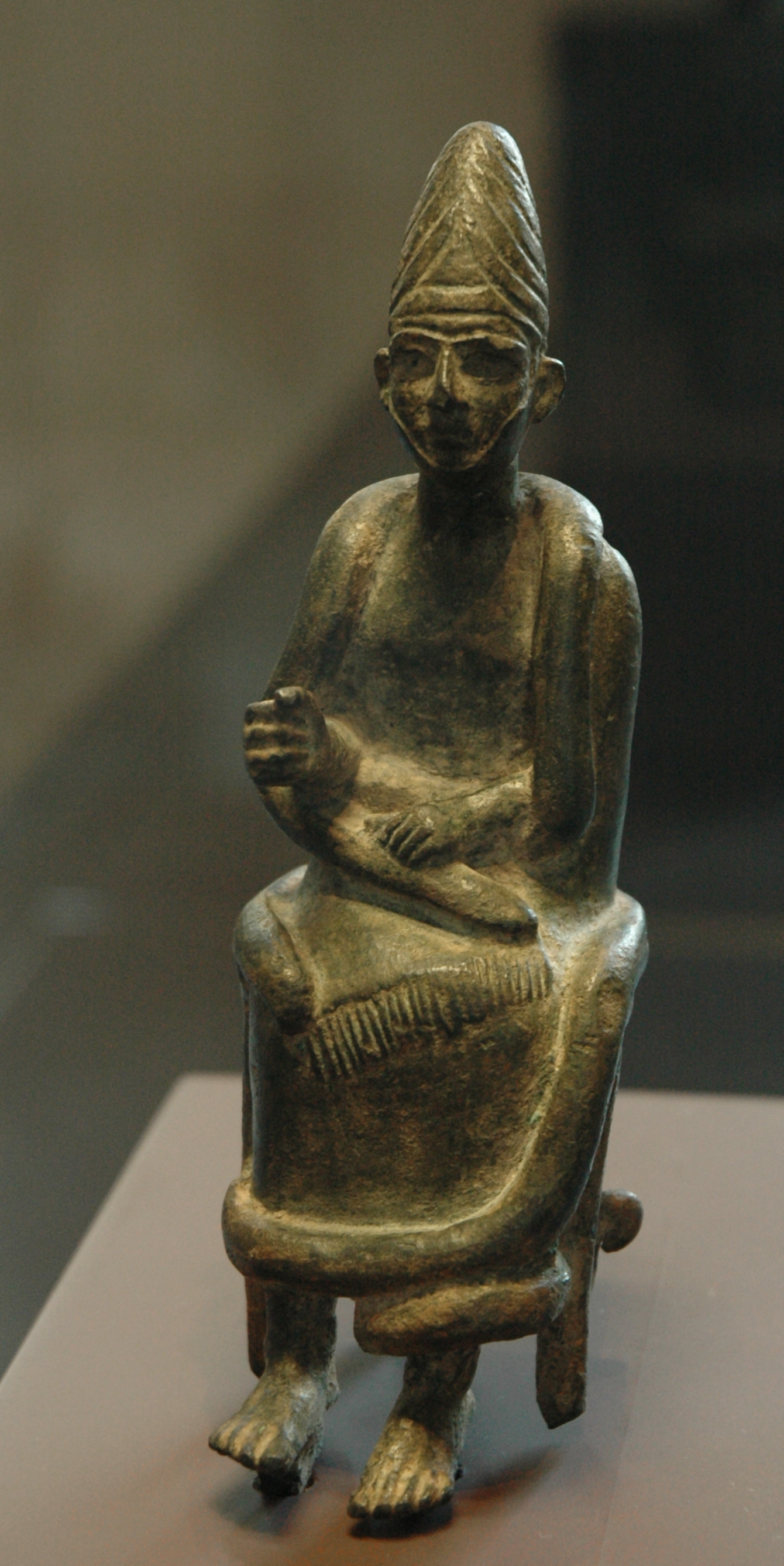
Estátua dum deus sentado encontrado em Catna ; Museu do Louvre

As ruínas da muralha da cidade ainda existem, atingindo 20 metros de altura em algumas partes. Foi construída com tijolos de adobe e entulho de calcário e provavelmente era coberta por outra muralha de adobe. Em volta da muralha havia um fosso artificial. A muralha encerra uma área quadrada, o que é muito incomum para uma cidade da Idade do Bronze. havia quatro portas, a meio de cada um dos lados. Em frente de cada porta havia ortóstatos (grandes pedras colocadas verticalmente) de calcário branco e basalto negro, cujas fundações eram parcialmente escavadas em rocha. A entrada tinha cerca de quatro metros de largura e dava acesso a um câmara-portão com oito metros de comprimento.
A colina perto do centro da cidade pode ter sido a acrópole. O palácio real situava-se na chamada "colina da igreja" (em francês: butte de l'église), no canto noroeste da parte alta da cidade. É um dos maiores edifícios do seu tipo até agora conhecido da Idade do Bronze na Síria. Lamentavelmente, muitas paredes de adobe não foram estudadas durante as escavações da década de 1920, tendo sido destruídas. Só as paredes cobertas lajes de pedra ou delimitadas por chão duro foram preservadas.
A planta do palácio de Catna é muito semelhante à do palácio de Mari. Foram descobertas numerosas bases de pilar de basalto. O uso de pilares é comparável ao do palácio de Iarinlim de Alalaque. As grandes dimensões de algumas divisões (a "sala do trono" tem 20 metros de comprimento) pode indicar que foram usadas vigas de cedro no telhado. O palácio data do Período Sírio Antigo e pode ter sido a residência do rei Isiadu.
Na chamada "Pequena Acrópole", na parte norte do outeiro central, foi descoberto outro palácio em 2002, que pode ter sido a residência de um membro da família real. A área foi o local de uma pequena cidade cristã que foi trasladada na década de 1980. Em 2000 estimava-se que a aldeia de Al-Mishirfeh (ou "Nova Misrife") tivesse cerca de 2 500 habitantes.

### Referenciada no texto
- Akkermans, P. M. M. G.; Schwartz, G. M., eds. (2003), The Archaeology of Syria: From Complex Hunter-Gatherers to Early Urban Societies (c. 16,000–300 BC) (em inglês), Cambridge University Press
- Dalley, Stephanie (2002), Mari and Karana: Two Old Babylonian Cities, ISBN 9781931956024 (em inglês), Gorgias Press, consultado em 14 de agosto de 2015
- Filson, Wright; Wright, George Ernest (2003), Atlas Histórico Westminster da Bíblia, ISBN 0311150306, Editorial Mundo Hispano
- Makdesi, Michelle; al-Karim, Ma'mun Abd (2002), al-Jazīrah al-Sūrīyah, al-turāth al-ḥaḍārī wa-al-ṣilāt al-mutabādalah: waqāʼiʻ al-muʼtamar al-duwalī, Dayr al-Zūr 22-25 Nīsān 1996 (em árabe), وزارة الثقافة، المديرية العامة للآثار و المتاحف،, consultado em 14 de agosto de 2015
- Mesnil du Buisson, Robert du (1935), Le site archéologique de Mishrife-Qatna (em francês), Paris
- Mukherjee, Anna J. at al. (2008), «The Qatna lion: scientific confirmation of Baltic amber in late Bronze Age Syria», Antiquity (em inglês), 82 (315): 49

### Complementar
- Ahrens, Alexander; Mankel, Sophie; Sternitzke, Katja (2001), Erstellung einer Harris-Matrix der Grabungsstelle G von Tall Mishrife-Qatna (em alemão), consultado em 14 de agosto de 2015
- Ahrens, Alexander (2003), «Skarabäen und Skarabäenabdrücke aus Tall Mišrife/Qatna. Einige Beobachtungen zum interkulturellen Austausch zwischen der Levante und Ägypten», Ugarit-Forschungen (em alemão) (35): 1–27
- Ahrens, Alexander (2006), «A Journey's End - Two Egyptian Stone Vessels with Hieroglyphic Inscriptions from the Royal Tomb at Tell Mishrife/Qatna», Egypt and the Levant (em inglês) (16): 15–36
- Ahrens, Alexander (2010), «A Stone Vessel of Princess Itakayet of the 12th Dynasty from Tomb VII at Tell Mišrife/Qatna (Syria)», Egypt and the Levant (em inglês) (20): 15-29
- Ahrens, Alexander (2010), «A Stone Vessel with Hieroglyphic Inscription from Tomb VII at Tell Mišrife/Qatna (Syria): Yet Another Object Naming a Princess of the Middle Kingdom (12th Dynasty) in the Northern Levant» (PDF), Egypt and the Near East — The Crossroads. International Workshop on the Relations between Egypt and the Near East in the Bronze Age (Prague, September 1–3, 2010), consultado em 14 de agosto de 2015
- Ahrens, Alexander (2010), «Vassals and Vessels? A Clay Sealing with the Throne Name of Amenhotep IV-Akhenaten from the Royal Palace at Tell Mišrife/Qatna (Syria)» (PDF), Egypt and the Near East — The Crossroads. International Workshop on the Relations between Egypt and the Near East in the Bronze Age (Prague, September 1–3, 2010) (em inglês), consultado em 14 de agosto de 2015
- Ahrens, Alexander; Dohmann-Pfälzner, H.; Pfälzner, Peter (2012), «New Light on the Amarna Period from the Northern Levant. A Clay Sealing with the Throne Name of Amenhotep IV/Akhenaten from the Royal Palace at Tall Mišrife/Qatna», Zeitschrift für Orient-Archäologie (em alemão) (5): 233-248
- Assaf, A. Abou (1997), «Mishrifeh», The Oxford encyclopedia of archaeology in the Near East 4 (em inglês), pp. 35–36
- Bonacossi, D. Morandi; M. Luciani, M; Barro, A.; Canci, A.; Cremaschi, M.; Da Ros, M.; Eidem, J.; Contini, I. Finzi; Iamoni, M.; Intilia, A.; Trombino, L.; Sala, A.; Valsecchi, V. (2003), «Tell Mishrifeh / Qatna 1999–2002, A Preliminary Report of the Italian Component of the Joint Syrian-Italian-German Project, Part 1», Akkadica (em inglês) (124/1): 65–120
- Elsen-Novák, G. (2001), «Die altsyrische Glyptik aus Qatna – Eine erste Einordnung», MDOG (em alemão) (134): 257–274
- Klengel, H. (2000), «Qatna — ein historischer Überblick», MDOG (em inglês) (132): 239–252
- al-Maqdissi, M.; Luciani, M.; Morandi, D.; Novák, M.; Pfälzner, Peter (2002), Excavating Qatna I – Preliminary Report on the 1999 and 2000 Campaigns of the Joint Syrian-Italian-German Archaeological Research Project at Mishrife (em inglês), Damasco
- Mesnil du Buisson, Robert du (1928), «L'Ancienne Qatna ou les ruines d'El-Mishrifé au N.-E. de Homs (Émèse) deuxième campagne de fouilles», VIII. La butte de lÉglise, Syria (em francês), 9 (1): 6–24
- Novák, M. (2004), «The Chronology of the Bronze Age Palace of Qatna», Egypt & Levant (em inglês) (14): 299–317
- Novák, M.; Pfälzner, Peter (2003), «Ausgrabungen im bronzezeitlichen Palast von Tall Mishrife / Qatna 2002, Vorbericht der deutschen Komponente des internationalen Projektes», MDOG (em alemão) (135): 135–165
- Novák, M. (2006), «Fundamentierungstechniken im Palast von Qatna», in:  Czerny, E.; Hein, I.; Hunger, H.; Melman, D.; Schwab, A., Timelines. Studies in Honour of Manfred Bietak III. Orientalia Lovaniensia Analecta 149/3 (em alemão), Leuven, pp. 63–71
- Pfälzner, Peter (2011), «Interdisziplinare Untersuchungen zur Konigsgruft in Qatna», Wiesbaden: Harrassowitz Verlag, Quatna Studien (em alemão) (1)
- von Ruden, Constance (2011), «Die Wandmalereien aus Tall Misrife/ Qatna im Kontext interkultureller Kommunikation», Wiesbaden: Harrassowitz Verlag, Quatna Studien (em alemão) (2)
- Virolleaud, Charles (1930), «Les tablettes de Mishrifé-Qatna», Syria (em francês), 11 (4): 311–342